# Drest I dei Pitti
Drest o Drust, figlio di Erp (fine IV secolo – circa 452) è stato un leggendario re dei Pitti ricordato nella Cronaca dei Pitti, secondo cui avrebbe regnato per 100 anni e vinse 100 battaglie,.
Secondo questa cronaca San Patrizio giunse in Irlanda durante il nono anno di regno di Drest, che dunque si collocherebbe attorno alla metà del V secolo. La Cronaca afferma anche che egli avrebbe esiliato il fratello Nechtan dall'Irlanda. John di Fordun sostiene che Drest regnò per 45 anni al tempo di San Palladio piuttosto che di San Patrizio. Secondo le liste dei re, suo successore sarebbe stato Talorc figlio di Aniel.